# Eremogone saxatilis
Eremogone saxatilis är en nejlikväxtart som först beskrevs av Carl von Linné, och fick sitt nu gällande namn av Lkonn. Eremogone saxatilis ingår i släktet Eremogone och familjen nejlikväxter. Inga underarter finns listade i Catalogue of Life.